# Sithathor

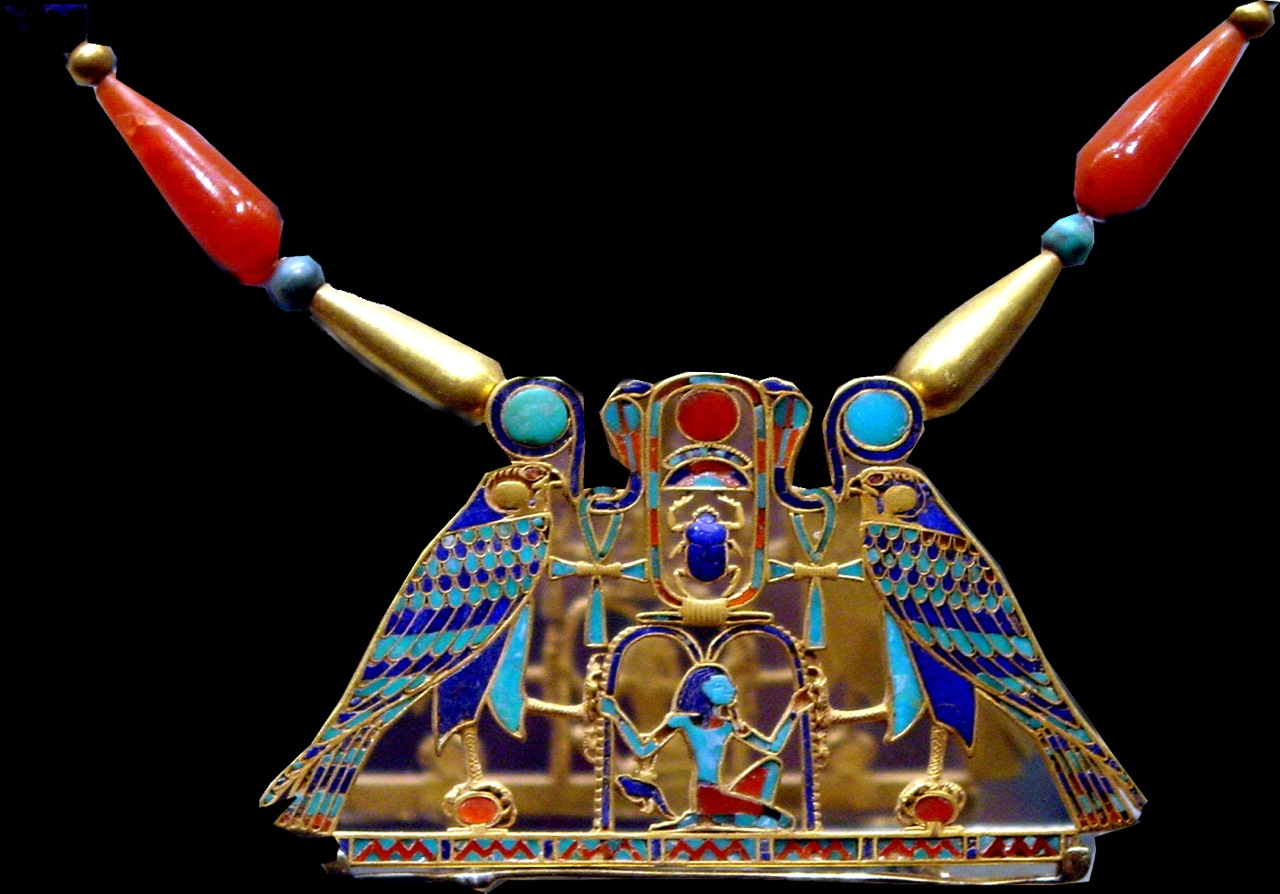
Pectoral con el nombre "Senusret (Sesostris) II", hallado en la tumba de Sathathoriunet.

Sathathorioenet (en antiguo egipcio, S3t Ḥwt Ḥrw (Sat Hat Hor): Hija de Hathor de Dendera) fue una princesa egipcia, y más tarde posiblemente reina, de la XII Dinastía, durante el Imperio Medio.
A juzgar por su nombre, su madre era posiblemente una suma sacerdotisa del culto de la diosa Hathor. Sathathorioenet es conocida por un escarabajo (amuleto) con una inscripción con su nombre encontrado en una cámara funeraria junto a la de Sesostris III (circa 1872-1852 v. Chr.) debajo del complejo piramidal en Dahshur. A menudo se supone que ella habría sido su hija. Sathathorioenet fue enterrada bajo su reinado o bajo el de su sucesor Amenemhat III. Según otros, posiblemente era hija de Sesostris II. En ese caso, ella habría sido una de los cinco hijos conocidos y una de las tres hijas de Sesostris II. Los otros fueron Sesostris III, Senoeseretseneb, Itakayt y Neferet. Tenía el título de "hija del rey" y posiblemente fue hermana y consorte de Sesostris III.

## Indicaciones arqueológicas
Al norte de la pirámide de Sesostris III en Dashur había cuatro más pequeñas que probablemente pertenecieron a esposas reales. Estas pirámides están conectadas a un corredor subterráneo. En el este, una galería se conecta a este corredor. A lo largo de ella se abren ocho cámaras funerarias, cada una con su respectivo sarcófago y caja de canopes. Sin embargo, todos los sarcófagos fueron robados, por lo que no se sabe qué reinas y princesas fueron enterradas allí. El primer arqueólogo que excavó el complejo, Jacques Jean Marie de Morgan, pudo encontrar al menos dos cofres de los ajuares funerarios que los saqueadores pasaron por alto y que contenían una rica colección de joyas de gran calidad. Los hallazgos fueron referidos como "el primer" y "el segundo tesoro de Dahsur". En el primero, descubierto el 7 de marzo de 1894, fue hallado el escarabajo con el nombre "Sathathor", posiblemente señalando a la dueña del tesoro. Otras joyas que lo acompañaban incluyen un pectoral con el nombre de Sesostris II y un escarabajo con el nombre de Sesostris III. Además, se encontraron innumerables cuentas de collares, pulseras, un cinturón ricamente decorado con conchas de oro, un espejo de plata y obsidiana y jarras de piedra. La colección ahora se encuentra casi en su totalidad en el Museo Egipcio de El Cairo .